# Georg Streif
Georg Streif (* 21. Dezember 1961 in Marktoberdorf) ist ein deutscher Taekwondin und ehemaliger Europameister im Zweikampf.

## Sportliche Karriere
Streif startete von 1982 bis 1990 als aktiver Wettkämpfer in der Gewichtsklasse bis 70 kg auf internationalen Turnieren. 1986 gewann er eine Bronzemedaille bei den Taekwondo-Europameisterschaften in Seefeld, 1990 wurde er in Aarhus Europameister. Bei den Weltmeisterschaften in Barcelona gewann er 1987 eine weitere Bronzemedaille.
1988 war Streif Teilnehmer der Olympischen Spiele in Seoul, bei welchen Taekwondo-Wettbewerbe als Demonstrationssportart ausgetragen wurden. Hier unterlag Streif im Achtelfinale dem kanadischen Sportler Lee Jae Hoon.
Da Taekwondo erst im Jahr 2000 eine olympische Sportart wurde, war die Sportart 1989 Teil der Weltspiele. Bei diesen gewann Streif die Silbermedaille in der Gewichtsklasse bis 70 kg.

## Werdegang
Als aktiver Sportler war Georg Streif Sportsoldat. Zusätzlich erlernte der den Beruf des Maschinenschlossers, heute ist er Diplomtrainer, zertifiziert durch den DOSB.
Seit 2007 ist Streif Vizepräsident der Bayerischen Taekwondo Union. Seit 2000 ist er als Bundestrainer und seit 2017 als Bundestrainer der Herren sowie als Sportdirektor Zweikampf für die Deutsche Taekwondo Union tätig. Im Jahr 2000 betreute er in dieser Funktion den Sportler Faissal Ebnoutalib während dessen Teilnahme an den Olympischen Spielen in Sydney, bei welchen Ebnoutalib die Silbermedaille in der Gewichtsklasse bis 80 kg gewann.

## Erfolge als Trainer und Funktionär
- Als Vereinstrainer seit 1987 mehrfacher deutscher Mannschaftsmeister sowie mehrere Medaillen auf internationaler Ebene
- 1989 bis 1993 als Landestrainer in Bayern drei-mal Deutschlandpokalsieger der Jugend
- 1993 Buchautor „Taekwondo Modern“, ISBN 3-932576-17-9, 9783932576171[11]
- 1994 bis 1999 als Herren-Bundestrainer Betreuung von Welt- und Europameister und auf Welt- und Europa-Ebene mehrmals unter den Top 5
- 1995 Weltmeistertitel durch Betreuung von Aziz Acharki 1995 in Manila sowie 3. Pl. in der Herren-Team-Wertung
- 2000 Als Chef-Bundestrainer der Deutschen Taekwondo Union (DTU) Team-Europameister 2000 (Herren), Vizeeuropameister (Gesamt)
- 2000 Silbermedaille bei Olympia durch Faissal Ebnoutalib in Sydney, Pl. Fünf durch Aziz Acharki u. Teilnahme von Fadime Karatas
- Mehrfacher Sieg der BTU in der Länderwertung bei Deutschen Meisterschaften
- Mehrfacher Team-Sieg bei ETU- und WTF-A-Class-Turnieren des BTU-Teams
- 2010 Militär-Weltmeisterschaft in Kanada: 1. Platz in der Team-Wertung
- 2013 Aufnahme in die „Taekwondo Hall of Fame“
- 2015 „Knight Award Military“
- 2017 Weltmeistertitel durch Betreuung von Alexander Bachmann in Muju
- 2019 Qualifikation eines direkten Olympiastartplatzes und anschließende Olympiateilnahme durch Alexander Bachmann
- 2023 Juni bis Dezember 2024 Sportdirektor DTU
- 2024 Fünfter Platz bei einer Olympiade sowie ein Damen-Europameister-Titel nach 18 Jahren, jeweils durch Lorena Brandl

Quelle